# العلاقات الفنزويلية الناميبية
العلاقات الفنزويلية الناميبية هي العلاقات الثنائية التي تجمع بين فنزويلا وناميبيا.

## مقارنة بين البلدين
هذه مقارنة عامة ومرجعية للدولتين:
| وجه المقارنة                                              | فنزويلا                                  | ناميبيا      |
| --------------------------------------------------------- | ---------------------------------------- | ------------ |
| المساحة (كم2)                                             | 916.45 ألف                               | 825.62 ألف   |
| عدد السكان (نسمة)                                         | 28.87 مليون                              | 2.53 مليون   |
| الكثافة السكانية (ن./كم²)                                 | 31.5                                     | 3.06         |
| العاصمة                                                   | كاراكاس                                  | ويندهوك      |
| اللغة الرسمية                                             | اللغة الإسبانية، لغة الإشارة الفنزويلية ‏ | لغة إنجليزية |
| العملة                                                    | بوليفار فنزويلي                          | دولار ناميبي |
| الناتج المحلي الإجمالي (بليون دولار)                      | 482.36 مليار                             | 13.24 مليار  |
| الناتج المحلي الإجمالي (تعادل القوة الشرائية) بليون دولار |                                          | 25.60 مليار  |
| الناتج المحلي الإجمالي الاسمي للفرد دولار أمريكي          |                                          | 4.67 ألف     |
| الناتج المحلي الإجمالي للفرد دولار أمريكي                 |                                          | 9.96 ألف     |
| مؤشر التنمية البشرية                                      | 0.762                                    | 0.628        |
| رمز المكالمات الدولي                                      | +58                                      | +264         |
| رمز الإنترنت                                              | .ve                                      | .na          |
| المنطقة الزمنية                                           | 00                                       | ت ع م+02:00  |

## منظمات دولية مشتركة
يشترك البلدان في عضوية مجموعة من المنظمات الدولية، منها:
| علم المنظمة | اسم المنظمة                        | تاريخ انضمام فنزويلا | تاريخ انضمام ناميبيا |
| ----------- | ---------------------------------- | -------------------- | -------------------- |
|             | وكالة ضمان الاستثمار متعدد الأطراف | 9 مايو 1994          | 25 سبتمبر 1990       |
|             | منظمة الشرطة الجنائية الدولية      | ?                    | ?                    |
|             | منظمة حظر الأسلحة الكيميائية       | ?                    | ?                    |
|             | منظمة التجارة العالمية             | ?                    | ?                    |
|             | البنك الدولي للإنشاء والتعمير      | 30 ديسمبر 1946       | 25 سبتمبر 1990       |
|             | الأمم المتحدة                      | 15 نوفمبر 1945       | 23 أبريل 1990        |
|             | مؤسسة التمويل الدولية              | 28 ديسمبر 1956       | 25 سبتمبر 1990       |
|             | يونسكو                             | 25 نوفمبر 1946       | 2 نوفمبر 1978        |
|             | الاتحاد البريدي العالمي            | ?                    | ?                    |
|             | الاتحاد الدولي للاتصالات           | 13 أغسطس 1920        | 25 يناير 1984        |

## وصلات خارجية
- موقع وزارة الخارجية الفنزويلية